# Townsendiella
Tribu
Genre
Townsendiella est un genre d'abeilles, le seul de la tribu des Townsendiellini.

## Liste des espèces
- Townsendiella californica Michener, 1936
- Townsendiella pulchra Crawford, 1916
- Townsendiella rufiventris Linsley, 1942